# 羅際琴
羅際琴（1954年12月26日—），中華民國陸軍中將（退役）、台大EMBA碩士，臺灣本省人、，籍貫新竹縣，生於關西鎮地方望族，現任陸軍官校校友總會理事長、中國國民黨（黃復興黨部）黃國樑黨部主委，曾任陸軍十軍團指揮官、陸軍司令部參謀長。

## 學經歷
羅為臺大碩士，陸軍官校48期第一名畢業，臺大EMBA碩士論文題目「科技接受模式之研究─以雷射接戰系統為例」，現任中科院諮詢委員、陸軍官校校友總會理事長，曾任陸軍十軍團指揮官、陸軍參謀長、陸軍馬防部指揮官、陸軍副參謀長、陸軍計畫處長、陸軍16師師長、陸軍298旅旅長。

## 軼聞
李翔宙任二級上將陆军司令時，以對陸軍推動全面性的改革最為人所印象，任期內試圖改變陸軍的文化、幹部素質和各種管理、運作的模式，更在2011年11月28日首創國軍建置「請幫幫我多元溝通部落格」。而根據黃奕炳中將說法，
羅際琴當時擔任陸軍司令部參謀長時，看到李翔宙每日為此辛勞，曾建議李翔宙：「不必如此辛苦，由副司令等高勤官處理即可。」但李翔宙堅持親自處理。

## 家族
- 前臺銀董事長羅際棠
- 前彰銀董事長羅吉煊
- 前陸軍澎防部司令羅吉源中將[9]